# Jardín Botánico de la Universidad de Bonn

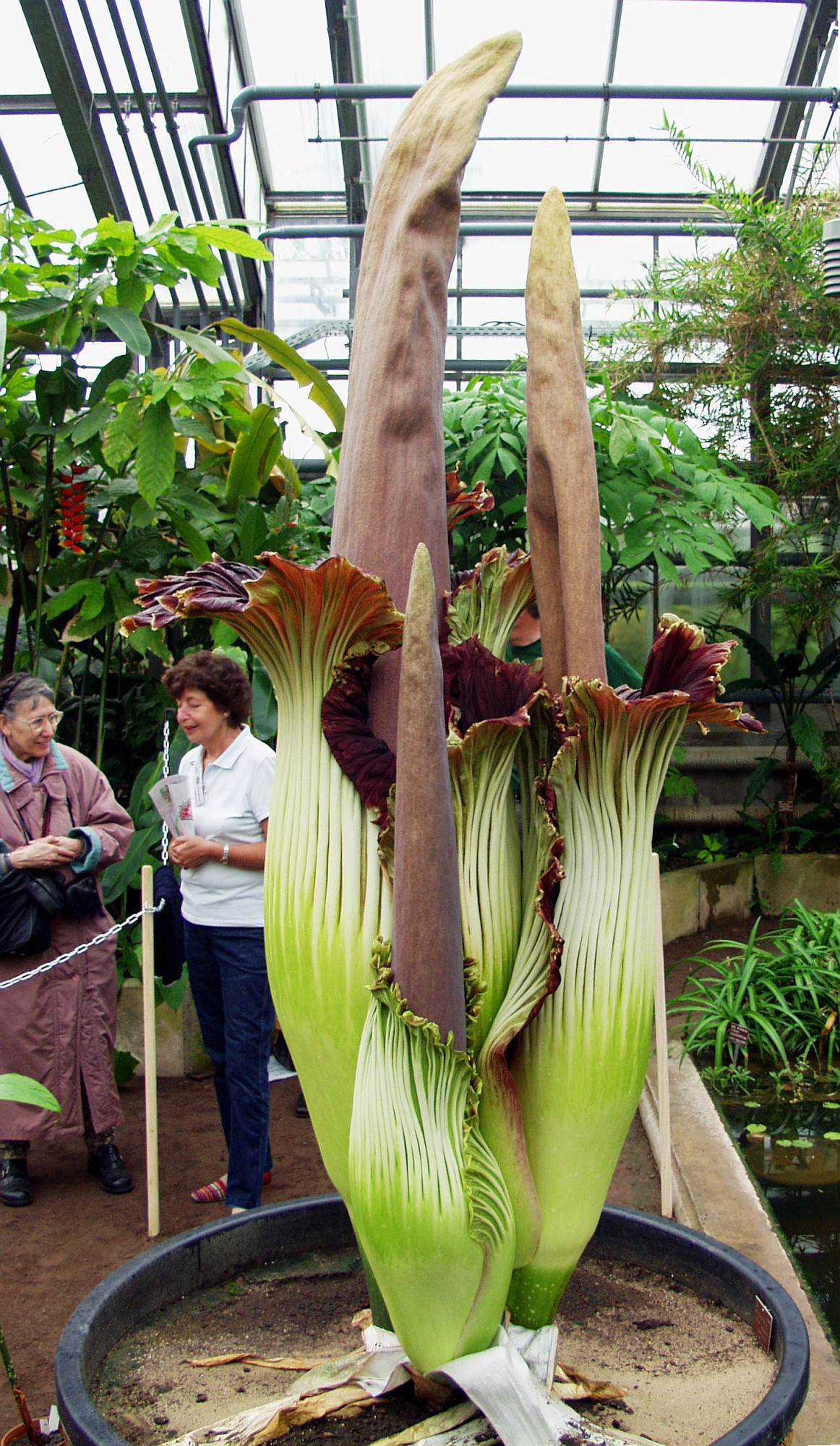
Amorphophallus titanum con 3 flores erectas en mayo del 2006. Esta planta es el emblema del Jardín botánico.

El Jardín Botánico de la Universidad Friedrich Wilhelms de Bonn o en alemán: Botanischen Gärten der Friedrich-Wilhelms-Universität Bonn, es un jardín botánico de unas 6,5 hectáreas de extensión, que se encuentra en Poppelsdorf barrio de Bonn. Depende administrativamente de la Universidad Friedrich Wilhelms de Bonn y es una de las colecciones de plantas más antiguas de Alemania. 

## Localización
Se encuentra en el barrio Poppelsdorf de Bonn, Alemania.
- Teléfono: 0228 - 735523

## Historia
Este jardín botánico tiene sus inicios en el siglo XVI. En el lugar del jardín actual se encontraba en la Edad Media, una fortaleza rodeada con un foso con agua, y desde aproximadamente 1340 fue una posesión del Príncipe elector de Colonia.
En el año de 1650 era un jardín Renacentista con una Orangerie. Durante 200 años fue un jardín de esparcimiento de los príncipes electores de Colonia. Frecuentemente en los tiempos de guerras este jardín era destruido, pero se reconstruía una y otra vez en el mismo lugar y con el mismo estilo de jardín arquitectónico. 
En el 1720 se remodeló como un jardín barroco, dándole un diseño que se mantuvo hasta los días actuales. En 1746 por impulso del príncipe Clemens August I de Baviera se construyó "Clemensruhe", un palacio Rococó. De este tiempo viven en el jardín dos hayas centenarias.
Bajo la administración de Prusia en 1818 el palacio y el parque adyacente pasaron a ser propiedad de la Universidad de Bonn. También en este año el parque fue transformado en un jardín botánico, siendo su primer director Christian Gottfried Daniel Nees von Esenbeck.
Durante el periodo de dirección de Eduard Strasburger Bonn (después sería Berlín) fue uno de los más importantes jardines botánicos de Prusia.
El jardín botánico no sufrió ningún desperfecto durante la Primera Guerra Mundial, pero sin embargo fue totalmente destruido en la Segunda Guerra Mundial. Su reconstrucción terminó en el periodo de 1979 a 1984 con la construcción de los nuevos invernaderos.

## El jardín actualmente
El jardín botánico de Bonn actualmente se encuentra distribuido en tres localizaciones : 
- El Jardín Botánico original que se encuentra en el palacio de Poppelsdorf
- Las plantas de interés económico en Katzenburgweg.
- Los Melbgarten en el Nachtigallenweg (que no son vitables por el público)

El jardín botánico tiene en total unas 6,5.hectáreas de superficie con 11 invernaderos equipados con los últimos adelantos técnicos que mantienen en perfectas condiciones a unas 8,000 diferentes especies de plantas, las que desde 1990 son controladas mediante la correspondiente base de datos electrónica. 
El actual director del Jardín Botánico garden es el profesor Dr. Wilhelm Barthlott. El Conservador desde 1988 es el Dr. Wolfram Lobin.

## Conservadores y jardineros importantes
Numerosos botánicos trabajaron e investigaron en las colecciones de plantas presentes en Poppelsdorf. También importantes jardineros trabajaron y aprendieron aquí su oficio, entre otros: 
- Johannes von Hanstein (1822-1880), director del jardín desde 1867 a 1880.
- William pepper (1845-1920), fisiólogo vegetal, conservador del jardín botánico desde 1874 a 1877.
- Andreas Franz William Schimper (1856-1901), fitogeógrafo, desde 1883 a 1899 conservador en Bonn
- Eduard August von Regel (1815-1892), entrenado en Poppelsdorf como el jardinero principal, más tarde director del Jardín Botánico de San Petersburgo.
- Ludwig Beissner (1843-1927), Dendrólogo, de 1887 a 1913 supervisor del jardín de Bonn
- Carl Friedrich Julius Bouché (1846-1922), desde 1871 a 1888 supervisor del jardín
- Christian Gottfried Daniel Nees von Esenbeck (1776-1858), primer director del jardín (1818-1829), presidente de la Academia Imperial "Leopoldina".
- Eduard Strasburger (1844-1912), Botánico
- Peter Joseph Lenné (el joven) (1789-1866), hijo del kurfuerstlichen yard gardner Peter Joseph el joven (Lenné d..Ae.), nació en Bonn y se entrenó en Poppelsdorf.
- Maximilian Friedrich Weyhe (1775-1846) jardinero mayor, aprendió el oficio con su padre, el jardinero Joseph Clemens Weyhe y con su tío, Peter Josef Lenné d..Ae.

## Colecciones
Entre sus colecciones son de destacar:
- Arboretum, con especies de árboles de Europa y de Asia menor,
- Araucaria, con 21 accesiones.
- Colección de árboles históricos, de 1818 con 35 accesiones.
- Coníferas con 50 especies.
- Plantas Carnívoras, con 453 accesiones.
- Plantas Bulbosas, Cyclamen, Crocus, Galanthus, Tulipa. Con 213 accesiones.
- Araceae de la región del Mediterráneo, con los géneros Arum, Biarum, Eminium con 69 accesiones.
- Aristolochiaceae, con 87 accesiones, siendo de destacar la Aristolochia arborea.
- Proteaceae, con 103 especies
- Rhipsalideae con 552 accesiones.
- Velloziaceae con 22 especies.
- Colecciones de plantas protegidas con accesibilidad restringida, con 28 accesiones.
- Cultivo de preservación de la planta extinta en su medio natural, Sophora toromiro, desde el año 1980, con 4 accesiones.
- Cultivo de plantas amenazadas de la zona del Rin

## Literatura
- Wilhelm Barthlott: Geschichte des Botanischen Gartens der Universität Bonn; in: Heijo Klein: Bonn - Universität in der Stadt (Veröffentlichungen des Stadtarchivs Bonn, Band 48, S. 41-60), 1990
- Botanischer Garten der Universität Bonn: Samenverzeichnis (früher: Delectus seminum); Bonn: Universität, 1871/72 - 2001/02 (Reihe)
- Botanischer Garten der Universität Bonn (Hrsg.): Bäume und Sträucher im Botanischen Garten der Universität Bonn, 1998